# Бакланово (Ленинградская область)
Бакла́ново — деревня в Потанинском сельском поселении Волховского района Ленинградской области.

## История
Деревня Бакланова упоминается на карте Санкт-Петербургской губернии Ф. Ф. Шуберта 1834 года.

БАКЛАНОВА — деревня принадлежит Казённому ведомству, число жителей по ревизии: 30 м. п., 35 ж. п. (1838 год)

Деревня Бакланова отмечена на карте Ф. Ф. Шуберта 1844 года.

БАКЛАНОВА — деревня Ведомства государственного имущества, по просёлочной дороге, число дворов — 11, число душ — 28 м. п. (1856 год)

БАКЛАНОВА — деревня казённая при Ладожском озере, число дворов — 14, число жителей: 27 м. п., 28 ж. п. (1862 год)

Согласно епархиальным сведениям 1899 года деревня относилась к приходу церкви Рождества Богородицы Вороновского погоста.
В конце XIX — начале XX века деревня административно относилась к Шахновской волости 3-го стана Новоладожского уезда Санкт-Петербургской губернии.
По данным «Памятной книжки Санкт-Петербургской губернии» за 1905 год деревня Бакланово входила в состав Кириковского сельского общества.
По данным 1933 года деревня Бакланово входила в состав Кириковского сельсовета Пашского района.

Деревня Бакланово на карте 1940 года

По данным 1966 и 1973 годов деревня Бакланово входила в состав Кириковского сельсовета Волховского района.
По данным 1990 года деревня Бакланово входила  в состав Потанинского сельсовета.
В 1997 году в деревне Бакланово Потанинской волости проживали 5 человек, в 2002 году — также 5 человек (все русские).
В 2007 году в деревне Бакланово Потанинского СП — 2.

## География
Деревня расположена в северо-восточной части района на автодороге 41К-384 (Шахново — Вороново — Кириково).
Расстояние до административного центра поселения — 15 км.
Расстояние до ближайшей железнодорожной станции Юги — 19 км.
Деревня находится на берегу Ладожского озера на мысе Шурягский Нос.

## Демография
| 1862 | 2002 | 2007 | 2010 | 2017 |
| ---- | ---- | ---- | ---- | ---- |
| 55   | ↘5   | ↘2   | ↗5   | ↘1   |

### Национальный состав
Согласно данным Всероссийской переписи населения 2021 года в деревне проживали 2 человека, все русские.